# Ingeborg Sergeant
Ingeborg Thérèse Marguerite Sergeant (* 15. Oktober 1966 in Menen, Flandern) ist eine belgische Sängerin, Songschreiberin, Kabarettistin und Fernsehmoderatorin. Sie tritt für gewöhnlich nur unter ihrem Vornamen Ingeborg auf.

## Leben
Sergeant studierte im Studio Herman Teirlinck in Antwerpen. Zusammen mit ihrer Kommilitonin Myriam Bronzwaar gründete sie das Kabarettduo Zwiep en Brons, für das sie 1988 mit dem Jurypreis des Kabarettfestivals von Leiden ausgezeichnet wurden. Im gleichen Jahr brachte sie ihre erste Single Verlangen heraus. 1989 nahm sie am belgischen Vorentscheid zum Eurovision Song Contest teil, der vom flämischen Fernsehsender VRT veranstaltet wurde. Mit der Ballade Door de wind konnte sie die Vorausscheidung gewinnen: sie erhielt 64 Punkte und konnte sich damit klar gegen die zweitplatzierte Band Clouseau durchsetzen. Beim Eurovision Song Contest 1989 in Lausanne war sie weniger erfolgreich – mit nur 13 Punkten erreichte sie den 19. und damit viertletzten Platz. Ab 1990 arbeitete sie als Moderatorin beim Fernsehsender VTM, wo sie unter anderem Formate wie Blind Date, All You Need is Love, De keuze van de kijker, Wondere Wereld, Ik wil je iets vertellen und Bluf! präsentierte. Zudem war sie von 1990 bis 2006 Moderatorin der Kindersendung Schuif Af!. Sie nahm weitere Singles und Alben auf und hatte in den 90er Jahren einige Top-10-Hits, darunter das Lied Waarom, das Platz zwei der flämischen Verkaufscharts erreichte. Neben ihrem Eurovision-Song-Contest-Beitrag war es eines ihrer wenigen Lieder, das sie nicht selbst schrieb. 2002 erreichte sie mit dem Titel Zo dichtbij seit Mitte der 1990er Jahre zum ersten Mal wieder die flämischen Singlecharts. Die Single erreichte Platz 15 und hielt sich zehn Wochen in den Top 50. Seit 2007 arbeitet sie für die Fernsehsender Vitaya und Vitaliteit. Zudem schrieb sie mit Roland Verschaeve den Ratgeber Wie ben je eigenlijk.

## Privates
Sergeant ist seit 1997 mit ihrem Manager Roland Keyaert verheiratet. Das Paar hat einen Sohn (geboren 1994) und wohnt seit Anfang der 1990er Jahre in Brugge. Ingeborg Sergeant ist auch als Lehrerin für Meditation und Yoga tätig.

## Diskografie

### Alben
- 1990: Voor één seconde
- 1992: Dertien daarom droom
- 1995: Hartrock
- 1995: Ingeborg - Diamond Collection
- 2017: Where the Sky Touches the Sea

### Singles
- 1988: Verlangen
- 1989: Door de wind
  - 1989: Breakaway (englische Fassung von Door de wind)
- 1989: Zomer
- 1990: Niemand
- 1990: Ga niet weg
- 1991: Waarom
- 1991: Als dat gebeurt
- 1992: Ik val
- 1992: Zalen vol muziek
- 1993: Zondag
- 1994: Doorgaan
- 1995: Melancholie
- 1995: Als je doodgaat
- 1995: Ping pong
- 2002: Zo dichtbij
- 2004: Become Silent
- 2006: Miracle Unfolds
- 2007: Brussel